# 박희준 (영화 감독)
박희준(1972년 ~ )은 대한민국의 영화 감독이다. 《용가리》의 각본에 참여하였고 심형래 감독과 지속적인 의견 충돌을 빚은 끝에(심형래-어린이 영화를 만들려 함 박희준-성인 취향에 맞춘 작품 추구)  영구아트무비를 나와 영화사를 차린 뒤  《천사몽》으로 감독 데뷔를 하였다.

## 작품 목록
- 천사몽
- 남자 태어나다
- 맨데이트: 신이 주신 임무
- 돌아와요 부산항애